# Jacob Angadiath
Jacob Angadiath (ur. 26 września 1945 w Periappuram) – indyjski duchowny syromalabarski, w latach 2001–2022 biskup Chicago.

## Życiorys
Święcenia kapłańskie przyjął 5 stycznia 1972 i został inkardynowany do eparchii Palai. Po pięciu latach stażu duszpasterskiego został skierowany do miejscowego niższego seminarium w charakterze wykładowcy (później został także ojcem duchownym i prorektorem uczelni). W 1984 został wysłany do Stanów Zjednoczonych i rozpoczął pracę wśród wiernych obrządku syromalabarskiego w Dallas. W 1999 został dyrektorem misji syromalabarskiej w Chicago.

### Episkopat
13 marca 2001 papież Jan Paweł II mianował go pierwszym eparchą nowo utworzonej eparchii Św. Tomasza Apostoła w Chicago oraz wizytatorem apostolskim dla wiernych syromalabarskich w Kanadzie. Sakry biskupiej udzielił mu 1 lipca tegoż roku ówczesny zwierzchnik Kościoła obrządku syromalabarskiego, kard. Varkey Vithayathil.
W sierpniu 2015, w związku z powstaniem w Kanadzie egzarchatu apostolskiego, przestał pełnić funkcję wizytatora.
3 lipca 2022 papież Franciszek przyjął jego rezygnację z urzędu biskupa Chicago.